# Бедиа, Хосе
Хосе Браулио Бедиа Вальдес (José Braulio Bedia Valdés, 13 января 1959, Гавана, Куба) — кубинский художник проживающий в Майами, получил международное признание благодаря живописи, графике, инсталляциям, которые затрагивают тему преемственности прошлого и настоящего.

## Биография
Хосе Бедиа родился 13 января 1959 в Гаване, Куба. Он эмигрировал в Мексику в 1991, а в 1993 — в США.

## Образование
- Институт искусств, Гавана, 1981.
- Школа искусств Сан-Алехандро, Гавана, 1976.

## Творчество
Хосе Бедиа исследует тему «de donde vengo» (откуда я родом), его творчество насыщенно личным опытом и символизмом, смешением времен, пространств и культур. Он сопоставляет древнее и современное, натуральное и искусственное, духовное и физическое.
Хосе Бедиа исследует связи между разными культурами, в частности, племенной и современной духовной традиции американских индейцев, африканцев и кубинцев. Его работы часто несут в себе отпечаток этих культур — устные рассказы, пословицы, шутки, обычаи и поверья. Особое значение для Хосе Бедиа имеет Пало-Монте — афро-кубинская религия, которая имеет свои корни в Центральной Африке. В возрасте двадцати трех лет Хосе Бедиа был посвящён в тайные ритуалы Пало-Монте.

## Персональные выставки
| - 2007 "First Hand, " Fredric Snitzer Gallery, Майями - 2007 Живопись и работы на бумаге 1992—2006. George Adams Gallery, Нью-Йорк - 2006 «Obras Receintes 2002—2005» Museo de Arte Moderno, Santo Domingo, Доминиканская республика - 2005 «There, Around the Corner» Galeria Ramis Barquet, Нью-Йорк - 2004 Estremecimientos, Museo de Badajoz, Бадахос - 2003 Last Fruit of the Season, Iturralde Gallery, Лос-Анджелес | - 2003 What the Virgin Told Me. Galeria Ramis Barquet, Нью-Йорк - 2003 Fredric Snitzer Gallery, Майями - 2003 Centro Cultural Recoleta, Буэнос-Айрес - 2002—2003 Royal Hibernian Academy, Gallagher Gallery, Дублин - 2002 The Transportable Cultural Hero. Laumier Sculpture Park, Сент-Луис - 2002 Proverbs. Fredric Snitzer Gallery, Майями | - 2001 Rodeado de Mar. George Adams Gallery, Нью-Йорк; Weatherspoon Art Gallery, University of North Carolina, Гринсборо - 2001 Addison Gallery of American Art, Phillips Academy, Андовер - 2001 Annina Nosei Gallery, Нью-Йорк - 2000—2001 Rodeado de Mar. Contemporary Art Center of Virginia, Вирджиния-Бич - 1999 Fleisher Ollman Gallery, Филадельфия |